# Гней Корнелий Кос (трибун 406 пр.н.е.)
Вижте пояснителната страница за други личности с името Гней Корнелий Кос.
Гней Корнелий Кос (на латински: Gnaeus Cornelius Cossus) e политик на Римската република през 5 век пр.н.е. Произлиза от фамилията Корнелии и вероятно е син на Публий Корнелий Кос (консулски военен трибун 415 пр.н.е.).
През 406 пр.н.е., 404 пр.н.е. и 401 пр.н.е. той е консулски военен трибун (Tribuni militum consulari potestate). През 406 пр.н.е. той се грижи за управлението в Рим, а колегите му се бият против волските. Той е отново консулски военен трибун през 404 пр.н.е. и за трети път през 401 пр.н.е. През своя трети трибунат той нахлува грабейки в територията на съюзения с Вейите етруски град Капена. През 400 пр.н.е. той чрез влиянието си помага на плебейския си полубрат Публий Лициний Калв Есквилин да бъде избран за кунсулски трибун.